# Skate punk

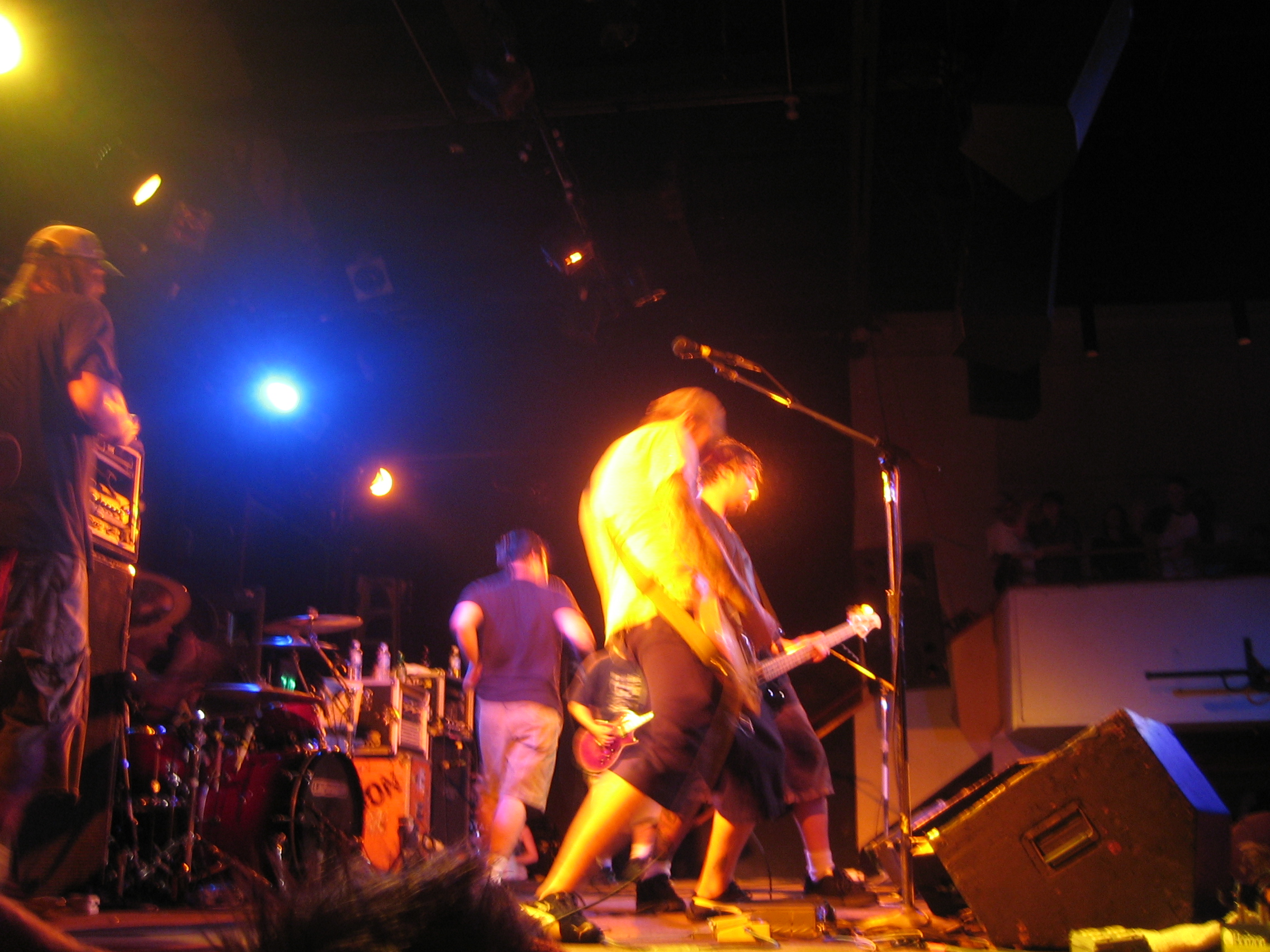
Lagwagon.

Le skate punk (connu également sous le nom skatecore ou skate rock) est un genre musical dérivé du punk rock (et une mode vestimentaire associée) que les amateurs de skateboard, de surf et d'autres sports acrobatiques écoutent.

## Caractéristiques
Le skate punk utilise des éléments de punk hardcore, crossover thrash et thrashcore, à vitesse élevée et guitare thrash. Le style musical possède également l'intensité du punk hardcore et du thrashcore, mais mélodique. Le skate punk est plus technique que les autres formes de punk, communément usant de riffs de guitare solo, et d'harmonies vocales. La plupart des groupes catégorisés skate punk le sont également dans les genres pop punk, hardcore mélodique, thrashcore, metalcore, surf punk et crossover thrash,.
Les groupes de skate punk sont plus indépendants que les groupes de pop punk. C'est-à-dire que les groupes de skate-punk se retrouvent beaucoup plus souvent sur des labels indépendants que les groupes de pop punk, le do-it-yourself (mouvement des années 1970). Du point de vue musical, le skate punk est plus rapide et plus agressif, tandis que le pop punk est destiné à un plus large public, d'où son nom. Le pop punk est donc plus « édulcoré », avec un tempo plus lent.

## Histoire
Le skate punk émerge en Californie au début des années 1980, alors que le skateboarding se popularise et se voit considéré comme une forme de rébellion. Des groupes influençant le genre incluent Black Flag, Agent Orange, Minor Threat et Bad Religion. Les Big Boys, un groupe du Texas, et JFA, un groupe originaire de l'Arizona, sont considérés comme les premiers groupes du genre skate punk. Ce sont à la fois des skateboarders et jouent une musique forte et rapide associée au rythme du skateboarding. Des groupes comme Rich Kids on LSD, Gang Green, NOFX, McRad, Agent Orange, The Black Athletes, Tales of Terror, Stalag 13, Hogan's Heroes,,,. The Faction, et Suicidal Tendencies sont parmi les groupes skate punk de la première vague, ce dernier ayant incité des groupes skate punk à jouer du funk metal.

## Mode vestimentaire
Au début de la popularisation de ce genre, les pantalons serrés « slim » sont à la mode ainsi que les blousons en cuirs. Le skater Corey Duffel en est l'exemple. Cependant, le style vestimentaire des skateurs-punk changera considérablement dans les années 1990. Le skateur-punk devient alors un individu vêtu de pantalons et de t-shirts amples déchirés et délavés, ainsi que de baskets spécifiquement conçus pour la pratique du sport en question. L'aspect trash des vêtements est dû aux nombreuses chutes dans la pratique du skate, mais aussi à l'influence de la mode vestimentaire punk. Ce changement d'apparence se serait opéré avec l'association du mouvement punk des années 1990 avec celui du grunge, mais également avec l'apparition de véritables compagnies de vêtements « skate », notamment vers la fin des années 1990. Pour revenir dans les années 2000 au style vestimentaire du début.